# 2'-O-Méthyluridine
La 2’-O-méthyluridine (Um) est un nucléoside dont la base nucléique est l'uracile, l'ose étant un dérivé méthylé du β-D-ribofuranose. Elle est présente naturellement dans certains ARN messagers, ARN de transfert, ARN ribosomiques et petits ARN nucléaires.